# Бошан, Генри, 1-й герцог Уорик
Генри де Бошан (англ. Henry de Beauchamp; 21 или 22 марта 1425, замок Хэнли, Вустершир, Королевство Англия — 11 июня 1446) — английский аристократ, 14-й граф Уорик и 6-й барон Бергерш с 1439, 1-й герцог Уорик с 1445 года. Умер молодым и стал последним мужчиной в старшей ветви рода Бошанов.

## Биография
Генри де Бошан принадлежал к знатному роду, представители которого с XII века владели землями в Вустершире (Западная Англия), а с 1267 года носили титул графов Уорик. Генри был единственным сыном Ричарда де Бошана, 13-го графа Уорика, и его второй жены Изабеллы ле Диспенсер. У него были три единокровных старших сестры (дочери 13-го графа от первого брака, с Элизабет Беркли) и младшая полнородная сестра, Анна. Бошан родился 21 или 22 марта 1425 года в замке Хэнли в Вустершире, который достался его семье от Диспенсеров. Уже в 1434 году его женили на Сесили Невилл, старшей дочери Ричарда Невилла, 5-го графа Солсбери; сын последнего женился на Анне де Бошан. В 1439 году умер отец Генри, а в 1440 и мать. В результате 15-летний Бошан унаследовал английские титулы графа Уорика и барона Бергерша, французский титул графа Омальского, а с ними обширные владения, располагавшиеся главным образом в западной части Мидлендса и Южном Уэльсе. До наступления его совершеннолетия этими землями управляла группа отцовских советников.
Юный граф занял видное положение при дворе короля Генриха VI. По-видимому, он принадлежал к окружению Уильяма де ла Поля, 4-го графа Саффолка, сосредоточившего в свои руках большую власть. Бошан получил целый ряд ценных пожалований от короны: поместья в Вустершире, несколько почётных должностей в герцогстве Ланкастерском и статус первого графа королевства (1444), право заключить брак наследника графа Арундела (1445). 14 апреля 1445 года король сделал Генри герцогом Уорик и вторым лордом Англии после герцога Норфолка. Один из источников сообщает, что Бошан стал ещё и королём острова Уайт, но достоверность этих данных сомнительна. 11 июня 1446 года герцог Уорик внезапно умер, прожив всего 21 год. Его тело похоронили в аббатстве Тьюксбери, рядом с предками-Диспенсерами.
Нет никаких свидетельств в пользу того, что Бошан успел вступить в свои права (совершеннолетие в средневековой Англии наступало в 21 год). Однако известно, что Генри был в числе королевских советников с 1441 года, а в июле 1445 года монарх предписал включать герцога в комиссии мира. В частности, с февраля 1446 года Бошан заседал в такой комиссии в Уорикшире. Историки отмечают, что влияние Бошанов при Генри было в значительной мере ослаблено. Если 13-й граф Уорик уверенно контролировал весь Уорикшир и ряд сопредельных территорий, то во время несовершеннолетия его сына самой сильной фигурой в западном Уорикшире и восточном Вустершире стал Джон Бошан из Поуика, а герцог Бекингем попытался потеснить Генри, опираясь на свои поместья в северном Уорикшире. Герцогу Уорику не удалось быстро восстановить позиции своей семьи, так как многие его вассалы и советники либо предпочли перейти на сторону его конкурентов, либо использовали малолетство Бошана в своих интересах.

## Семья
В девятилетнем возрасте Генри де Бошана женили на Сесилии Невилл, старшей дочери Ричарда Невилла, 5-го графа Солсбери, и Элис Монтегю (1434 год). В этом браке родилась только одна дочь — Анна де Бошан (1444—1449), ставшая наследницей отца в качестве 15-й графини Уорик (герцогский титул не мог быть передан по женской линии). Она оказалась под опекой герцога Саффолка, но умерла спустя три года. Таким образом, на Генри и его дочери закончилась старшая ветвь Бошанов. Наследниками всех земель и титулов стали сестра Генри и её муж Ричард Невилл, вошедший в историю как граф Уорик.
Вдова герцога 3 апреля 1449 года получила разрешение на брак с Джоном Типтофтом, 1-м графом Вустером. Она умерла 28 июля 1450 года.